# Quartetto per archi (Ravel)
Il Quartetto per archi in Fa maggiore è una composizione di musica da camera scritta da Ravel e completata nell'aprile 1903, all'età di 28 anni.
La prima esecuzione della composizione avvenne a Parigi, nel marzo dell'anno seguente. La struttura si ispira al quartetto in Sol minore di Claude Debussy, composto nel 1893, sebbene le idee musicali di Ravel siano in forte contrasto con quelle di Debussy. Quest'ultimo espresse grande apprezzamento per il quartetto, in misura maggiore del suo dedicatario Gabriel Fauré, maestro di Ravel.

## Storia
Ravel frequentò il Conservatorio di Parigi, ma le sue idee non convenzionali lo misero in cattiva luce agli occhi del direttore Théodore Dubois, un musicista estremamente conservatore, e di altri membri della facoltà. Tuttavia il suo maestro, Gabriel Fauré, continuò a sostenerlo e, nonostante l'opposizione incontrata, Ravel tentò quattro volte, senza successo, di aggiudicarsi il premio nazionale per le arti più prestigioso, il Prix de Rome. Ciò nonostante, al 1904 la fama di Ravel era ormai chiara, dopo la pubblicazione di diverse grandi composizioni quali la Pavane pour une infante défunte, Jeux d'eau, e in quello stesso anno le prime esecuzioni di Shéhérazade e del quartetto per archi.
Il quartetto ha alcune superficiali somiglianze con il quartetto di Debussy, composto dieci anni prima. Quest'ultimo espresse grande apprezzamento per la composizione, e scrisse a Ravel una lettera di incoraggiamento. La struttura è modellata sulla base del quartetto di Debussy, ma mentre la musica di quest'ultimo è, nelle parole di Orenstein, "effusiva, disinibita, e apre nuove strade", quella di Ravel mostra reticenza emotiva, innovazione inserita in forme tradizionale, e maestria tecnica senza rivali. Ravel seguì una direzione opposta al simbolismo di Debussy, abbandonando la vaghezza e la mancanza di forma del primo impressionismo francese, a favore di un ritorno a standard classici."
Il quartetto è stato eseguito per la prima volta dal Quartetto Heymann in un concerto alla Société Nationale de Musique il 5 marzo 1904. Il dedicatario, Fauré, assistette alla prima esecuzione, ma non ne rimase impressionato, e la critica si divise. Pierre Lalo, già forte oppositore di Ravel, dismisse la composizione come un'opera derivata ("offre un'incredibile somiglianza alla musica di M. Debussy"), mentre Jean Marnold, di Mercure de France, elogiò il quartetto e descrisse Ravel come "uno dei maestri di domani". La prima esecuzione londinese avvenne nel 1908 (definita da un critico di The Musical Times come "notevole per vaghezza di rilevanza, incoerenza, e strane eccentricità armoniche") e la prima esecuzione tedesca avvenne a Berlino nel 1910. Nel 1914 la composizione era affermata, al punto che un critico londinese scrisse paragoni tra varie esecuzioni in mesi consecutivi. Il quartetto è rimasto una composizione standard nel repertorio cameristico.

## Struttura e analisi
Il Quartetto segue la struttura classica in quattro movimenti, con un primo movimento bitematico in forma sonata seguito da uno scherzo, un movimento lento, e un finale nel quale riappaiono temi dai movimenti precedenti.

### I.Allegro moderato–très doux
Il primo movimento è in forma sonata, basato su due temi contrastanti. Il primo tema, che sale e scende in un lungo arco musicale, è affidato all'intero quartetto nelle prime misure, venendo poi dominato dal primo violino. Il secondo tema, più meditativo, è eseguito insieme dal primo violino e dalla viola, a due ottave di distanza. Lo sviluppo, lineare e tradizionale, è permeato di liricismo e aumenta di intensità nell'ultima fase, prima della ripresa. In quest'ultima il ritorno del secondo tema è leggermente alterato, con le tre parti superiori inalterate e il violoncello innalzato di una terza minore, portando la tonalità da re minore a fa maggiore. Il tempo rallenta e il movimento termina in una coda molto lenta.

### II.Assez vif–très rythmé
Come nel quartetto di Debussy, lo scherzo è collocato nel secondo movimento, e si apre con un passaggio pizzicato di tutti gli strumenti. Il primo tema è in modo eolio che, secondo alcuni studiosi di Ravel, tra i quali Arbie Orenstein, rivela l'influenza del gamelan giavanese, che aveva molto impressionato sia Debussy sia Ravel all'Esposizione universale di Parigi del 1889, mentre altri vi vedono un'eco della discendenza spagnola di Ravel.
La sezione centrale è un tema lento e assorto, guidato dal violoncello. Ravel usa poliritmia, con figure in tempo ternario sovrapposte a figure in tempo binario, e la tonalità varia da la minore a mi minore e sol diesis minore. Il movimento si conclude con una ripresa ridotta della sezione iniziale.

### III.Très lent
A dispetto dell'indicazione très lent (molto lento), il terzo movimento ha numerosi cambi di tempo. La viola introduce il primo tema, ripetuto poi dal primo violino. La tonalità iniziale e finale è in sol diesis maggiore, con passaggi in la minore e re minore. Ci sono forti collegamenti tematici con il primo movimento e, in contrasto con le consuetudini dell'armonia classica, un ampio uso delle quinte parallele.

### IV.Vif et agité
Il finale ritorna alla tonalità iniziale di fa maggiore, e ha una forma vagamente somigliante ad un rondò. L'inizio è tempestoso, e nel seguito vi sono diversi cambi di metro ritmico, da 5⁄8 a 5⁄4 a 3⁄4. Brevi temi melodici in tremolo e frasi sostenute sono sovrapposte a enfatici arpeggi, mentre alcuni brevi momenti hanno un carattere più calmo, incluso un riferimento al primo tema del primo movimento. La conclusione vigorosa riprende il carattere agitato dell'inizio del movimento.

## Trascrizioni e arrangiamenti
Ginette Martenot, dietro approvazione di Ravel, trascrisse il primo movimento del quartetto per onde Martenot. Rudolf Barshai scrisse un arrangiamento per orchestra del quartetto nel 2003.